# 코드 8
《코드 8》(영어: Code 8)는 2019년 개봉한 캐나다의 SF 슈퍼히어로 액션 영화이다. 감독은 제프 챈이고, 로비 어멜과 스티븐 어멜 형제, 성 강, 그레그 브릭, 커리 매칫이 출연한다. 감독의 2016년작 단편 영화 〈코드 8〉을 장편으로 확장한 작품으로, 출연진도 거의 그대로 유지되었다.

## 줄거리
본 모습대로 살아. 원하는 게 보이면 가져.
근 미래, 인류의 4%뿐인 초능력자 ‘특수 인간’의 능력이 통제 받는 세상. 인간들은 그들을 범죄자로 취급하며 감시와 탄압을 일삼는다.
죽음으로 내모는 인간들의 악랄함에 ‘특수 인간’은 살아남기 위해 목숨을 건 최후의 전쟁을 시작하게 되는데… (출처: 네이버 영화)

## 출연

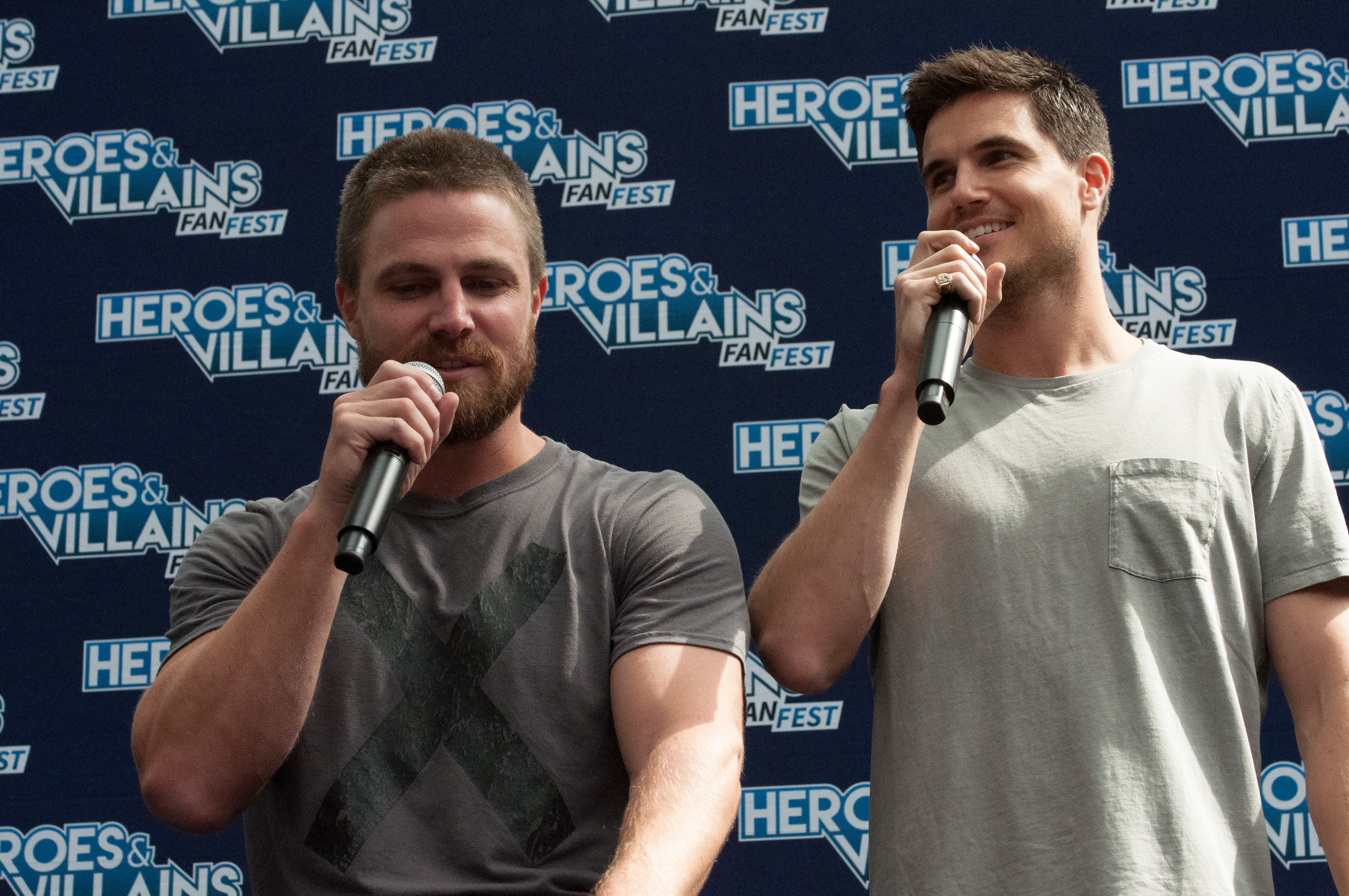
영화 주연 로비 어멜과 스티븐 어멜.

- 로비 어멜 - 코너 리드 역
- 스티븐 어멜 - 개릿 켈턴 역
- 성 강 - 앨릭스 박 경관 역
- 커리 매칫 - 메리 리드 역
- 그레그 브릭 - 마커스 섯클리프 역
- 에런 에이브럼스 - 데이비스 경관 역
- 카일라 케인 - 니아 역
- 라이즐라 디올리베라 - 매디 역
- 블래드 알렉시스 - 프레디 역
- 피터 아우터브리지 - 웨슬리 컴보 역
- 숀 벤슨 - 딕슨 역
- 마틴 로치 - 밀타운 서장 역
- 앨릭스 멀라리 주니어 - 킹스턴 역
- 제프 시너색 - 쿠와바라 경관 역
- 내털리 리신스카 - 올리비아 역
- 머윈 몬디지어 - 줄스 역
- 로런스 베인 - 빅 조 역
- 제이 제이 존스 - 트래비스 역
- 사이먼 노스우드 - 라이노 역
- 맥스 러페리에어 - 마이키 역

## 우리말 녹음
성우진
- 김장 - 코너
- 정재헌 - 개릿
- 이원찬 - 박
- 김영선 - 섯클리프
- 배정미 - 메리
- 조세령 - 니아
- 정영웅 - 조
- 사성웅 - 트래비스
- 곽윤상 - 데이비스
- 가빈 - 매디
- 김현심 - 관제탑

더빙 스튜디오는 IYUNO 미디어 그룹이고, 서승희가 번역하고 최승용이 연출하였다.

## 기타
- 수입사: (주)더쿱